# جاده: یک تراژدی
جاده: یک تراژدی (انگلیسی: The Road: The Tragedy of One؛ کره‌ای: 더 로드: 1의 비극) یک مجموعه تلویزیونی محصول کره جنوبی در سال ۲۰۲۱ به کارگردانی کیم نو وون و با بازی جی جین هی، یون سه آه، کیم هه اون و کیم سونگ سو است. این مجموعه که بر پایه اثر رینتارو نوریزوکی است، داستان آرزوها، رازها، گناه و رستگاری 'رویال د هیل' جایی که تنها ۱٪ برتر کره جنوبی در آن زندگی می‌کنند را روایت می‌کند. جاده: یک تراژدی از ۴ اوت تا ۹ سپتامبر ۲۰۲۱، روزهای چهارشنبه و پنجشنبه ساعت ۲۲:۳۰ (کی‌اس‌تی) از تی‌وی‌ان برای ۱۲ قسمت پخش شد.